# 阿扎尔自治共和国国旗
阿扎尔自治共和国國旗制定於2004年7月20日。這面國旗的左上角為格鲁吉亚國旗，其餘部分是藍色和白色條紋，共有七條。藍色代表黑海，白色代表純潔。在2000年6月至2004年7月之間，曾使用另一設計的國旗。舊版國旗為藍底，左上有七顆七角星。阿查拉蘇維埃社會主義自治共和國國旗則使用於1921年至1950年和1978年至1991年期間，設計是在格鲁吉亚蘇維埃社會主義共和國國旗左上角的下部增加喬治亞文 （AASSR，是阿扎尔蘇維埃社會主義自治共和國的簡稱）。

## 外部連結
- Flags of the World （页面存档备份，存于）